# Sudáfrica en la Copa Mundial de Rugby de 1995

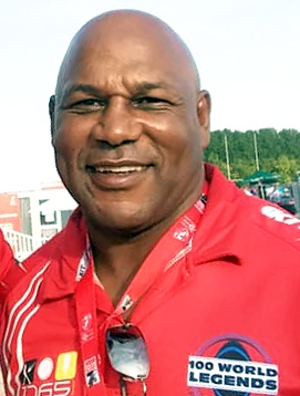
El wing Chester Williams (11) fue el único negro del plantel. Falleció en 2019.

La selección de rugby de Sudáfrica fue local y una de los 16 países participantes de la Copa Mundial de Rugby de 1995.
La primera participación de los Springboks, debido a que fueron prohibidos de competir en anteriores ediciones por el apartheid, fue aprovechada por Nelson Mandela (quien por entonces era el presidente de Sudáfrica) para unificar racialmente al país con su frase: «un equipo, una nación». Esto quedó plasmado en Invictus, una película de Clint Eastwood basada en el libro de John Carlin.

## Plantel
Christie tuvo de asistentes a Morné du Plessis y Gysie Pienaar.
El segundo partido fue contra los Canucks, de ambas partes hubo agresiones físicas, juego sucio y peleas que terminaron con jugadores ensangrentados. El árbitro David McHugh decidió expulsar a Dalton y dos canadienses (Gareth Rees y Rod Snow) para mantener el orden y luego la comisión de disciplina echó a Dalton y Hendriks, en su lugar fueron llamados Drotské y Williams.
|                            | Jugador                  | Edad    | Posición      | Tests | Equipo              |
| -------------------------- | ------------------------ | ------- | ------------- | ----- | ------------------- |
| Hookers y Pilares          |                          |         |               |       |                     |
|                            | James Dalton             | 22 años | Hooker        | ?     | Golden Lions        |
|                            | Naka Drotské             | 24 años | Hooker        | ?     | Free State Cheetahs |
|                            | Os du Randt              | 22 años | Pilar         | ?     | Free State Cheetahs |
|                            | Marius Hurter            | 24 años | Pilar         | ?     | Western Province    |
|                            | Garry Pagel              | 28 años | Pilar         | ?     | Western Province    |
| 2                          | Chris Rossouw            | 25 años | Hooker        | ?     | Golden Lions        |
| 3                          | Balie Swart              | 31 años | Pilar         | ?     | Golden Lions        |
| Segundas líneas            |                          |         |               |       |                     |
|                            | Krynauw Otto             | 23 años | Segunda línea | ?     | Blue Bulls          |
| 5                          | Hannes Strydom           | 29 años | Segunda línea | ?     | Golden Lions        |
| 4                          | Kobus Wiese              | 31 años | Segunda línea | ?     | Golden Lions        |
| Alas y Octavos             |                          |         |               |       |                     |
| 8                          | Mark Andrews             | 23 años | Octavo        | ?     | Natal Sharks        |
|                            | Robby Brink              | 23 años | Ala           | ?     | Western Province    |
| 7                          | Ruben Kruger             | 25 años | Ala           | ?     | Golden Lions        |
| 6                          | Francois Pienaar         | 28 años | Ala           | ?     | Golden Lions        |
|                            | Adriaan Richter          | 34 años | Octavo        | ?     | Blue Bulls          |
|                            | Rudolf Straeuli          | 31 años | Octavo        | ?     | Golden Lions        |
| Medios scrum               |                          |         |               |       |                     |
|                            | Johan Roux               | 26 años | Medio scrum   | ?     | Golden Lions        |
| 9                          | Joost van der Westhuizen | 24 años | Medio scrum   | ?     | Blue Bulls          |
| Aperturas y Centros        |                          |         |               |       |                     |
| 12                         | Hennie le Roux           | 27 años | Centro        | ?     | Golden Lions        |
| 13                         | Japie Mulder             | 25 años | Centro        | ?     | Blue Bulls          |
|                            | Christiaan Scholtz       | 24 años | Centro        | ?     | Golden Lions        |
| 10                         | Joel Stransky            | 27 años | Apertura      | ?     | Western Province    |
|                            | Brendan Venter           | 25 años | Centro        | ?     | Western Province    |
| Fullbacks y Wings          |                          |         |               |       |                     |
|                            | Pieter Hendriks          | 25 años | Wing          | ?     | Golden Lions        |
|                            | Gavin Johnson            | 28 años | Fullback      | ?     | Golden Lions        |
| 15                         | André Joubert            | 31 años | Fullback      | ?     | Natal Sharks        |
| 14                         | James Small              | 26 años | Wing          | ?     | Natal Sharks        |
| 11                         | Chester Williams         | 24 años | Wing          | ?     | Western Province    |
| Entrenador: Kitch Christie |                          |         |               |       |                     |

## Participación
Sudáfrica integró el Grupo A junto a los Wallabies (vigentes campeones del Mundo), los Canucks y la débil Rumania. Los expertos sudafricanos creían que los Springboks solo llegarían a cuartos, perdiendo contra Australia y siendo eliminados por La Rosa, y Mandela dijo públicamente confiar en que obtendrían la victoria.

## Legado
Solo un jugador negro, Chester Williams, se consagró campeón.
La final es el clásico más trascendente y el drop de Stransky es considerado uno de los mejores de la historia.

Logramos algo que fue increíblemente especial para nuestro país en ese momento, y que el líder más grande de todos los tiempos, Madiba, imaginaba para unir a una nación y unir a personas de diferentes estilos de vida y culturas.
Joel Stransky, exjugador y apertura en 1995.

### Fallecimientos
Hasta los 25 años del título, el entrenador y cuatro jugadores perdieron la vida: Kitch Christie murió por leucemia en 1998, le siguió Ruben Kruger producto de un tumor cerebral en 2010, Joost van der Westhuizen sucumbió a la esclerosis lateral amiotrófica en 2017, James Small por enfermedad coronaria y Chester Williams de un infarto agudo de miocardio, en 2019. Además, la estrella neozelandesa Jonah Lomu murió en 2015.
Tal macabra situación, que ha recibido el oscuro apodo de maldición, no ha sucedido en otros planteles campeones; incluso ni en los dos más longevos.